# John Fitzgerald (politico)
John Francis Fitzgerald (Boston, 11 febbraio 1863 – Boston, 2 gennaio 1950) è stato un politico statunitense, rappresentante per il Massachusetts dal 1895 al 1901 e poi brevemente nel 1919, e due volte sindaco di Boston, dal 1906 al 1908 e dal 1910 al 1914.
Nacque a Boston da una coppia di emigrati irlandesi, Thomas Fitzgerald e Rosanna Cox, e il 18 settembre 1889 sposò Mary Josephine Hannon (1865-1964). È stato il padre di Rose Fitzgerald Kennedy e il nonno materno di John F. Kennedy.

## Biografia
Era il quarto di dodici figli. Due delle sorelle, Ellen e Mary, ed il fratello più grande, Michael, morirono bambini. Il fratello Joseph subì lesioni alla funzionalità cerebrale a causa della malaria. Solo tre dei figli dei genitori sopravvissero in buona salute. Il padre gestiva un piccolo pub-drugstore, che consentiva alla famiglia un reddito decente, pur non consentendogli di salire oltre un livello sociale modesto. La madre morì quando lui aveva sedici anni. Il padre volle farne un medico affinché aiutasse la famiglia a prevenire le tragedie che fino ad allora aveva subito.
Egli frequentò quindi la Boston Latin School e il Boston College, e s'iscrisse alla Harvard Medical School per un anno, ma dovette abbandonare gli studi a causa del decesso del padre nel 1885. S'impiegò quindi presso la Customs House a Boston e prese parte attiva presso la sede locale del Partito Democratico.
Fitzgerald fu membro dei "Royal Rooters", un club di tifosi delle squadre di baseball di Boston, particolarmente di quella dell'American League, nota nel ventunesimo secolo come Boston Red Sox. Ne fu ad un certo momento anche il presidente.

### Carriera politica
Nel 1892 divenne membro del Senato del Massachusetts, rimanendo in carica fino al 1895, quando fu eletto Deputato per il Massachusetts alla Camera dei rappresentanti.
Eletto nel 1906 sindaco di Boston, venne coinvolto in una serie di scandali per estorsione, malversazione e corruzione. Costretto alle dimissioni, nella tornata successiva subì una severa sconfitta elettorale.
Rientrato in politica dopo l'insuccesso, ottenne nel 1910 una vittoria smagliante alle elezioni per la carica di sindaco di Boston e governò nei successivi quattro anni del mandato, con un comportamento impeccabile, riuscendo anche a mettere d'accordo i rissosi capi-corrente del suo partito.
Terminato il mandato, non si ricandidò. I futuri tentativi di rientrare in politica andarono tutti falliti. Morì il 2 gennaio 1950.

## Matrimonio e figli
Il  18 settembre 1889, Fitzgerald sposò la sua seconda cugina "Josie" Hannon (1865–1964), figlia di Michael Hannon (1832–1900) e di Mary Ann Fitzgerald (1834–1904)..
La coppia ebbe sei figli:
| Nome                         | Nascita          | Morte             | Età      | Note |
| ---------------------------- | ---------------- | ----------------- | -------- | --- |
| Rose Elizabeth Fitzgerald    | 22 luglio 1890   | 22 gennaio 1995   | 104 anni | si sposò il 7 ottobre 1914 con Joseph P. Kennedy.                                                                                        |
| Mary Agnes Fitzgerald        | 1º novembre 1892 | 17 settembre 1936 | 43 anni  | si sposò il 29 aprile 1929 con Joseph F. Gargan.                                                                                         |
| Thomas Acton Fitzgerald      | 19 aprile 1895   | settembre 1968    | 73 anni  | si sposò il 7 settembre 1921 con Marion D. Reardon (morto il 7 febbraio 1925). Si risposò l'11 ottobre 1930 con Margaret B. Fitzpatrick. |
| John Francis Fitzgerald, Jr. | 7 dicembre 1897  | aprile 1979       | 81 anni  | si sposò il 28 aprile 1928 con Catherine O'Hearn.                                                                                        |
| Eunice Fitzgerald            | 26 gennaio 1900  | 25 settembre 1923 | 23 anni  | |
| Frederick Harold Fitzgerald  | 3 dicembre 1904  | febbraio 1935     | 30 anni  | si sposò il 26 ottobre 1929 con Rosalind Miller.                                                                                         |